# Les oběšených lišek
Les oběšených lišek (z finského originálu: Hirtettyjen kettujen metsä) je kniha od finského spisovatele Arto Paasilinna z roku 1983, česky poprvé vydaná v roce 2006.

## Obsah
Oiva Juntunen dostane od synovce z Austrálie tip na loď přivážející do Osla zlaté pruty. Vymyslí plán, na který si najme prostoduchého obra Heikki Mlátičku Sutinena a několikanásobného nájemného vraha Hemmo Siiru, aby mu pomohli ukrást několik prutů, které měli odvést v autě a po cestě jich několik odhodit, poté se nechat chytit a odsoudit, po odpykání trestu měli dostat každý milion marek. Oba zloději odhazovali pruty náhodně, a tak se ani Oivovi, ani policii nepodařilo najít všechny pruty. Oiva pruty zakopal na své rozpadlé usedlosti ve své rodné vesničce Vehmersalmi ve Finsku do hnojiště, a vždy si byl kousek uříznout, žil pohodlným životem ve Stockholmu. Mlátičku Sutinena za dobré chování pustili dříve, chtěl si vyzvednout svou odměnu, ale Oiva se jí nechtěl vzdát a naaranžoval fingovanou loupež tak, aby Sutinena opět uvěznili. Ze strachu před vychytralým Siirou se rozhodl vykopat zlato a usídlit se s ním v Laponsku.
Major Sulo Armas Remes je důstojníkem finské armády a alkoholik závislý na pomerančovém likéru, žena Irmeli se s ním chce rozvést, on se rozhodne vzít si neplacenou dovolenou, aby mohl studovat techniku. Předtím však velí vojenskému cvičení v Laponsku, kde proti sobě stojí vojáci NATO, Rusové a Finové. Původní plán byl nechat Rusy a vojáky NATO pobýt se mezi sebou a poté je měli Finové dorazit. Remese ovšem čekání nebavilo a tak zaútočil s Finy na západní spojence, ti jej nečekali a nepřipravení neměli šanci. Podobně Finové zatočili i s Rusy.
Remes se potká s Oivou, ten se vydává za univerzitního knihovníka Asikainena, který po tetiččině smrti zdědil nějaký majetek a teď sbírá v Laponsku lišejníky. Remes také svou kariéru přikrašluje, chce z Oivy vyrazit peníze. Oba se shodnou, že budou hledat zlato. Oiva si Remese najme jako sluhu, pronajmou si od armády nepotřebný dům nedaleko Kittilä. U něj se rozhodnou rýžovat v blízkém potoce zlato. Remes jede do města, aby nakoupil potraviny a zjistí, že Oiva není knihovník a že se jmenuje Juntunen. Oiva se seznámí s hladovým liščetem, které mu ukradne pětistovkovou bankovku, skamarádí se a pojmenují ji Pětistovka. Začínají rýžovat zlato, úspěch má jen Oiva, který tam hází kousky svých prutů, major si postaví žlaby a dře se, Oiva se slituje a hodí mu tam pár zlatek. Při prodeji zjistí, že to není laponské zlato, ale průmyslové. Oiva Remese naštve, ten mu řekne, co na něj zjistil a chce po něm zlato. Oiva se před ním ukryje na strom, který Remes pokácí. Oiva je v bezvědomí a Remes ho ošetřuje. Oba se usmíří a řekli si o sobě pravdu. Chystají se na laponskou zimu a zkrášlují si svůj dočasný domov.
Laponská Koltka Naska Mosnikoffová (90 let) se svým kocourem Jermakkim žije v zapadlé vesničce. Úředníci ji chtějí přestěhovat do domova důchodců i násilím, ona však uteče a toulá se zimní krajinou. Úředníci vzdali pátrání po Nasce, ta se dostala do domu Oivy a majora, ten ji měl odvést do vesnice, ale po několika marných pokusech to vzdal. Naska s nimi zůstala a starala se jim o domácnost. Oiva s Remusem sestrojili pasti na lišky, které je oběsí a oblast, kde je rozmístili nazvali "Les oběšených lišek". Do pasti se chytil policista Hurskainen. Remes si pozval do Kuopsuvaary dvě prostitutky Agnetu a Kristýnu, opět je vyrušil Hurskainen. Oiva jej uplatil 100 000 markami ve zlatě. Po Vánocích je prostitutky opustily a vrátily se do Stockholmu, kde svou neopatrností prozradily Oivův úkryt. Naska se nachladil a po boji zemřela, steskem zemřel i její kocour Jermakki. Oba pohřbili v Zemi nebožtíka Juhy. Oběma se po stařence stýskalo.
Do Kuopsavaary se přiřítil ozbrojený Hemmo Siira, chtěl Oivu zabít, ale Sula jej omráčil a zavřel. Po vyjednávání dostal 10 kg zlata, ale daleko se s nimi nedostal. Oběsil se v liščí pasti, a tak jej Oiva s Remesem pohřbili.
Už se jim zde nelíbilo, Oiva cestoval po světě, Remes se vrátil k manželce, stal se podplukovníkem.
Do pastí v Lese oběšených lišek se chytila spousta německých turistů lačnících po klobáskách. Jejich mrtvoly sežrali vlci a jejich kostry zde stále chřestí.